# Камень (гмина, Хелмский повет)
Камень (пол. Kamień) — сельская гмина (волость) в Польше, входит как административная единица в Хелмский повет, Люблинское воеводство. Население — 4003 человека (на 2004 год).

## Соседние гмины
1. Гмина Хелм
2. Гмина Дорохуск
3. Гмина Леснёвице
4. Гмина Жмудзь